# Tecknad serie
| Tecknad serie |
| --- |
| Serieformen innefattar ett stort antal bildmässiga berättargrepp och grafiska möjligheter, inklusive dessa hämtade ur Nicolas Križans "En ointressant tant" (1983). - Betydelse – sekvens av (tecknade) bilder som presenterar en berättelse - Bakgrund – sent 1800-tal (som utvecklat massmedium), liknande föregångare sedan stenåldern - Relaterat – fotoserie, målad serie |

En tecknad serie är en serie (sekvens, följd) av bilder, med eller utan text, vilka presenterar en historia eller på annat sätt står i ett tidsförhållande till varandra, ofta med en kort paus mellan varje ruta. Som konstform kombinerar den tecknade serien narrativt berättande och bildberättande, och utgör därmed ett mellanting mellan litteratur och bildkonst. I bland annat Frankrike används termen "Den nionde konstformen" om tecknade serier. Bilderna behöver inte vara tecknade, och en fotoserie använder samma typ av bildberättande.
Den moderna tecknade seriens födelse brukar vanligen anges till 1800-talets sista decennium, även om dess historiska rötter är betydligt äldre. Under 1900-talet kom mediet att slå igenom stort, framför allt inom barn- och ungdomskulturen, och många gånger sida vid sida med den animerade filmen.
Geografiska områden med en etablerad serietradition är framförallt USA, Frankrike-Belgien och Japan. Exempel på framgångsrika tecknad serier är Tintin, Knoll och Tott, Stålmannen, Batman, Wonder Woman, Flash, Spider-Man, Hulken, Captain America, Snobben, Blixt Gordon, Knasen, Fantomen, Astro Boy, Lucky Luke och Bamse.

## Produktion
En tecknad serie är i regel tecknad, det vill säga producerad med samma verktyg som används till fristående illustrationer och skämtteckningar (blyerts, bläck, tusch, etc.). Den kan antingen vara utförd i svartvitt (med eller utan laverad gråskala, punktraster/linjeraster och skraffering) eller i färg. Därutöver förekommer även serier målade i andra tekniker, såsom akvarell.

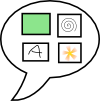
Replikerna i de flesta tecknade serier framförs via pratbubblor.

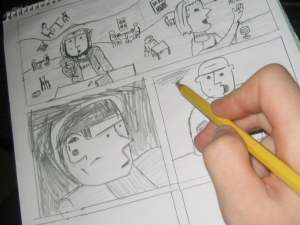
Skissandet i blyerts – före tuschningen – används av de flesta serietecknare.

Upphovsmännen till en serie kallas vanligen serieskapare, och många gånger är arbetet med serien uppdelat mellan manusförfattare och tecknare. Framför allt inom den amerikanska produktionen har det sedan slutet av 1900-talet blivit allt vanligare med stora serietecknarstabar, där skilda personer står för skiss, tusch, färgläggning och textning. Framgångsrika serieskapare med hög produktionshastighet lejer dessutom ofta ut stora delar av sitt arbete till olika medarbetare – studiotecknare – som får ansvar för att tecknande bakgrunder, raster med mera.
De förlag som producerar och distribuerar serier kallas vanligen serieförlag.

## Format och genrer
Tecknade serier förekommer i flera olika format. En tidigt etablerat form var seriestrippen, som består av en horisontell rad rutor och vanligen publiceras på dagstidningarnas seriesidor som en så kallad dagspresserie. Nära besläktad med seriestrippen är söndagssidan, ett upp till en sida långt serieavsnitt som i regel publiceras i dagstidningarnas söndagsutgåvor.
Under 1930-talet började den renodlade serietidningen slå igenom i USA och delar av Europa. Serietidningen kom under de följande decennierna att växa ut till en betydande marknad.
Det svenska begreppet seriealbum (franska: album de bande dessinée) används med olika betydelser; i sin bredaste syftning innebär det all tryckt serieutgivning som inte är periodisk. Termen serieroman (franska: roman de bande dessinée; engelska: graphic novel) har i viss utsträckning ersatt seriealbum, men den tenderar att framför allt användas för att marknadsföra verk med en tydligare vuxen målgrupp.
Ett serieformat av senare dato är webbserien.
Genremässigt har man traditionellt huvudsakligen skilt mellan humorserier och äventyrsserier. Begreppet komiska äventyrsserier kombinerar element från båda. Två genrer som ofta förknippas särskilt med seriemediet är fabeldjur och superhjältar. Andra vanliga genrer är fantasyserier, metaserier, pantomimserier, självbiografiska serier och sportserier. Utöver underhållningsserier förekommer även tecknade serier i informationssyfte.
I västvärlden läses serier vanligen från vänster till höger. I stora delar av Asien – bland annat i Japan och Kina – läser man istället från höger till vänster.

## Historik

### Rötter

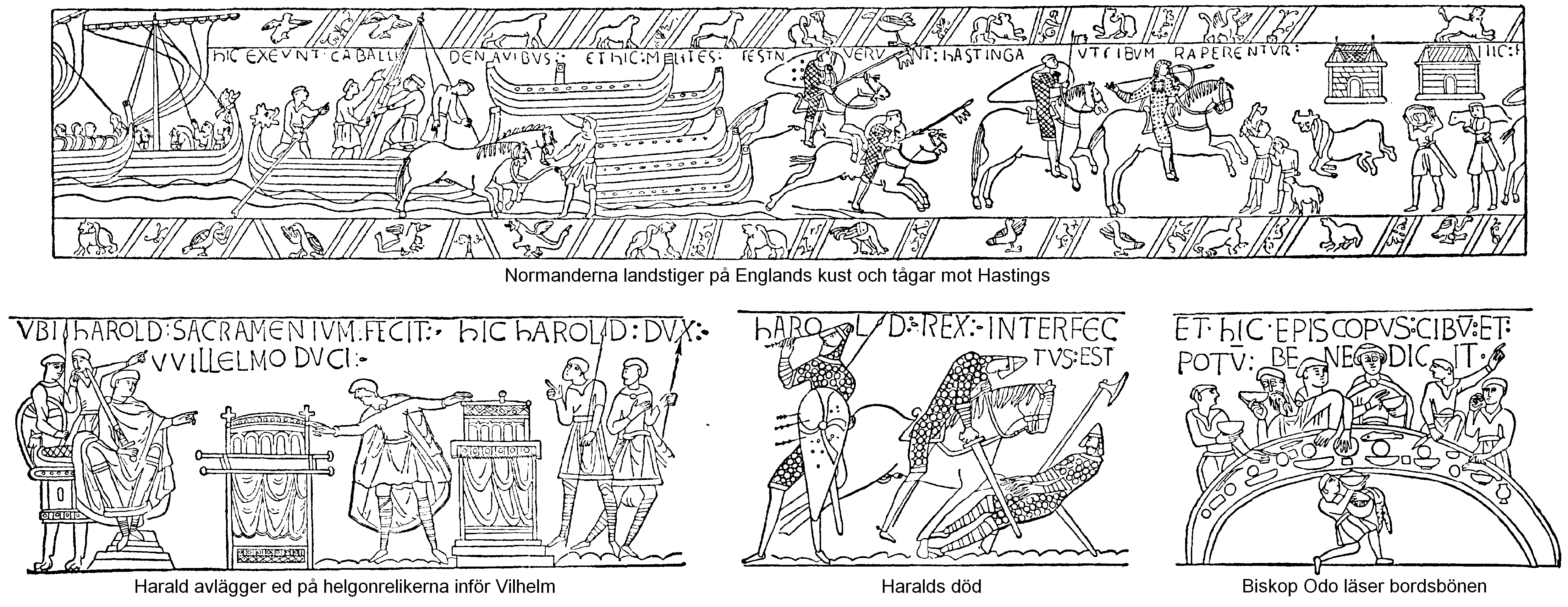
Bayeuxtapeten från cirka 1076, en "protoserie".

När och var serien föddes är en omtvistad fråga, ofta beroende på hur man definierar begreppet. En mängd författare och akademiska källor, där Scott McCloud är ett av de senare exemplen, menar att seriens ursprung går att finna i hieroglyfer, japanska emaki, för-columbianska centralamerikanska manuskript, Bayeuxtapeten från cirka 1076 och medeltida europeiska illuminationer och glasmålningar på fönster.
En annan åsikt representeras av Roger Sabin som menar att själva definitionen är beroende av trycktekniken och den tryckta seriella formen.

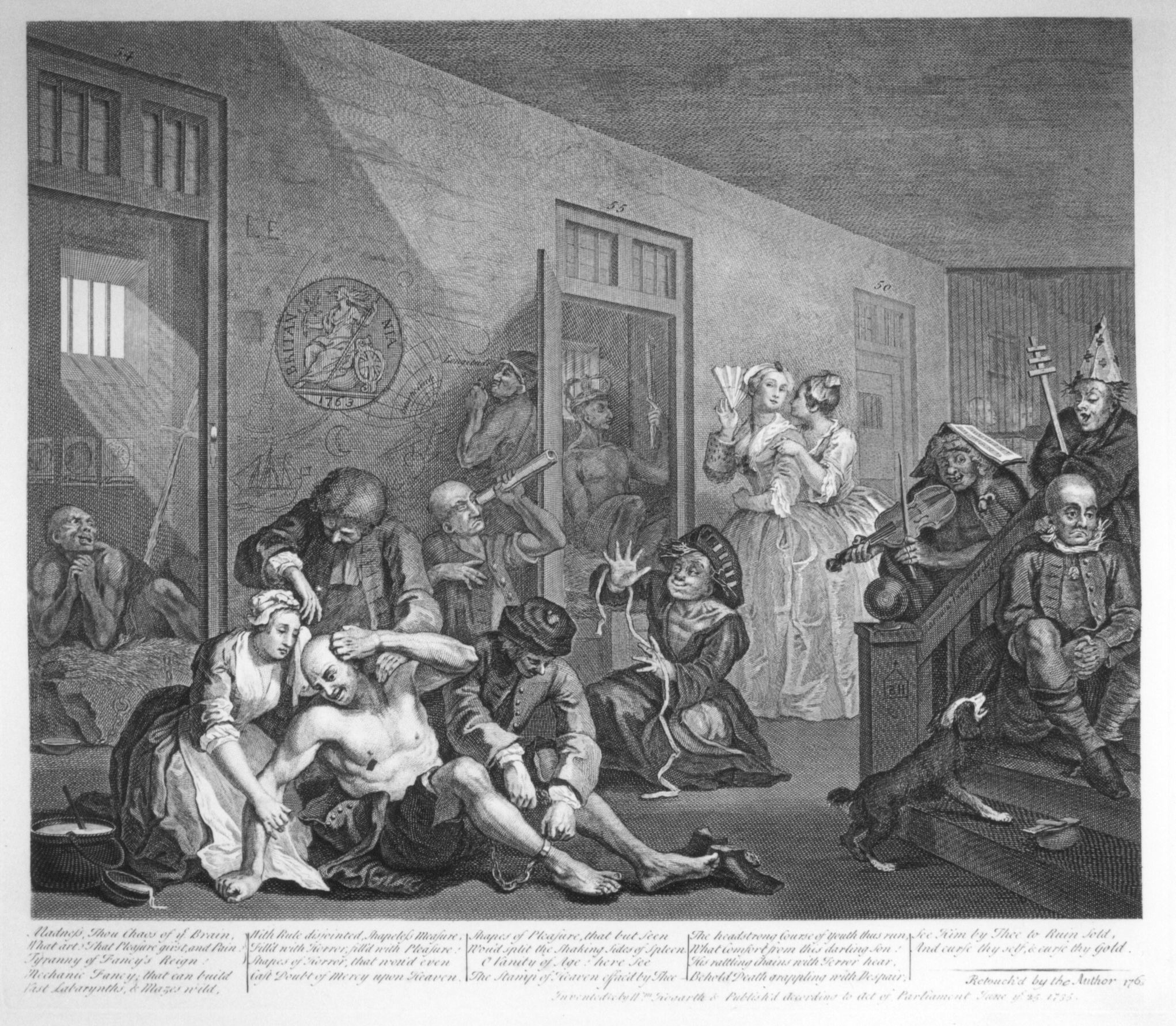
Sista bilden ur William Hogarths A Rake's Progress från 1735.

Ett tidigt arbete i tryckt serie-form som överlevt århundraden är Francis Barlows A True Narrative of the Horrid Hellish Popish Plot från cirka 1682. En annan person som ofta lyfts fram som en föregångare är den engelske konstnären William Hogarth (1679-1764) som skapade en mängd seriella satiriska berättelser, bland andra The Punishments of Lemuel Gulliver (1726), A Harlot's Progress (1732) och dess uppföljare A Rake's Progress (1735). Av ekonomiska skäl lät Hogarth trycka billiga upplagor av A Harlot's Progress, bland annat en utgåva med tre bilder på varje blad med en förklarande text undertill. Dessa upplagor blev oerhört populära och kom att säljas och cirkulera under lång tid framöver. 1754 publicerades Benjamin Franklins Join or Die i Pennsylvania Gazette, vilket ofta kallas för Amerikas första nationella tecknades serie. 1784 dyker Thomas Rowlandsons första serie upp i England och mellan 1790 och 1815 publicerades James Gillrays patriotiska antifranska serier. Det brukar sägas att det var Rowlandson och Gillray som uppfann och utvecklade pratbubblan till sin nuvarande form, istället för att som tidigare ha text och tal undertill eller i flaggformat. 1828 publicerade den brittiska dagstidningen Bell's Life in London and Sporting Chronicle en förenklad variant av A Harlot's Progress i stående kolumnerlats .
Andra konstnärer med serie-liknande produktioner värda att nämna från denna period är Jan Vandergucht, James Gillray och George Cruikshank. En konstnär som också bör nämnas är Francisco Goya som publicerade Los Caprichos i Spanien 1799.

### 1800-talet
I början av 1800-talet , närmare bestämt 1809 publicerades T. Rowlandsons mest kända serieberättelse The Tour of Doctor Syntax. Ungefär samtidig, 1814, publicerades den första volymen av Hokusai Manga i Japan.
Rodolphe Töpffer, en fransktalande schweizisk konstnär, var en nyckelfigur under det tidiga 1800-talets utveckling och spridning av seriemediet. Hans verk återutgavs över hela Europa och i USA och skapade en efterfrågan efter arbeten av liknande karaktär, på båda sidor av Atlanten.
1845 formulerade Töpffer sina tankar kring sina "bildberättelser" i sin Essä om Fysiognomik där han skriver: 
| ”                | Att konstruera en bildberättelse innebär inte att du måste arbeta som en mästerlig hantverkare och avbilda varje potential som finns i materialet ned till lägsta drägget! Det innebär inte att du bara tillhandahåller karikatyrer med en naturligt frivol penna. Inte heller att dramatisera ett talesätt eller illustrera en vits. Du måste faktiskt skapa en sorts pjäs där varje del arrangeras efter en uttänkt plan för att forma en tillfredsställande helhet. Du ritar inte bara ett skämt eller en refräng till ett versmått. Du skapar en bok: bra eller dålig, allvarlig eller lättsam, galen eller förnuftig. | „ |
| – Töpffer (1845) | |   |

Begreppet "bildberättelser" har sedermera av tongivande serieteoretiker som Will Eisner och Scott McCloud använts som samlingsbegrepp för tecknade serier och närliggande företeelser som bilderböcker, fotografiska bildsviter, och sekvenskonst.

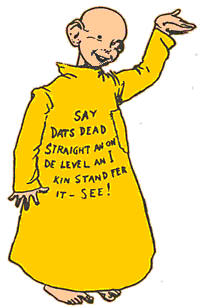
The Yellow Kid av Richard F. Outcault.

Satiriska teckningar i dagstidningar var populära under hela 1800-talet. I Storbritannien grundades tidningen Punch 1841 som innehöll dylika teckningar och liknande tidningar grundades i andra delar av världen som exempelvis Fliegende Blätter i Tyskland, Le Charivari i Frankrike och Judge och Puck i USA.
I Tyskland publicerade en dagstidning, från och med 1865, Max och Moritz av Wilhelm Busch. Denna dagspresserie anses vara en viktig föregångare till dagens seriestrippformat. Det var också ungefär vid denna tid som Manhua, den Kinesiska formen av serier började ta form.
I Storbritannien publicerades 1884 Ally Sloper's Half Holiday som var den första serietidningen med en återkommande karaktär och 1890 grundades även de två brittiska serietidningarna; Comic Cuts och  Illustrated Chips. Dessa tidningar återutgav även material som tidigare publicerat i amerikanska dagstidningar.
Beroende på vilka kriterier man sätter upp, anses den första framgångsrika tecknade serien med regelbundet återkommande karaktärer vara antingen Richard F. Outcaults enradiga serie Hogan's Alley från 1895 eller Rudolph Dirks fleraradiga The Katzenjammer Kids från 1897. The Yellow Kid, den mest uppskattade karaktären från Hogan's Alley, blev så populär att den var orsaken till tidningens hela försäljning. Detta resulterade i att en mängd serier skapades vilket i sin tur etablerade den tecknade serien till att bli en populär konstform.
Från och med 1890 har man ibland kallat för Seriernas första era. Under denna period började dagstidningar publicera serier och serierna började uppskattas av en större allmänhet.

### 1900-talet

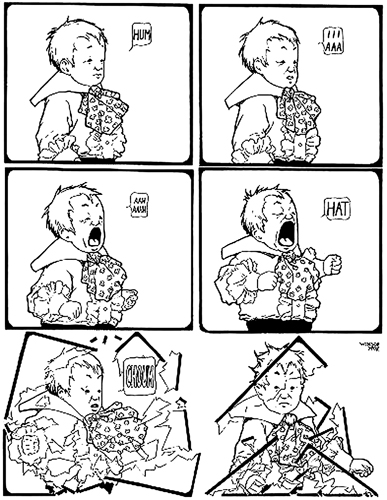
Little Sammy Sneeze (1904–06) av Winsor McCay.

En av de tidiga serietecknarna som kommit att bli en viktig influens för senare konstnärer och serietecknare var Winsor McCay (1867-1934) vars mest kända serier är Lille Nemo i Drömrike och The Dream of the Rarebit Fiend som började publiceras i New York Herald runt 1905. Dessa serier innehöll ett experimenterande med den tecknade formen och en mängd drömliknande fantasifulla formexperiment. En annan serieskapare med liknande ambitioner var Lyonel Feininger som undersökte seriens formella möjligheter i sin Wee Wilie Winkie's World i Chicago Sunday Tribune kring 1908.
Man säger ibland att 1914 startskottet för Seriernas gyllene era (engelska: Golden Age). Från och med nu började nästan varje dagstidning föra serier, och tecknare som George Herriman med sin Krazy Kat och E.C. Segar med Karl-Alfred uppmärksammades.
Runt 1929 började de amerikanska seriernas karaktär att breddas med serier som Buck Rogers och Tarzan. Dessa tillhörde den första generationen av actionserier och begreppet serier blev nu synonymt med formen och inte innehållet. Denna förändring i innehåll har fått vissa att referera till perioden efter 1930 som Seriernas tredje era.
1929 var också året då Hergés Tintin för första gången publicerades i Le Petit Vingtième, en ungdomsbilaga till den belgiska dagstidningen Le Vingtième Siècle. Dessa första seriestrippar samlades senare i seriealbumet Tintin i Sovjet.
En annan publikation från 1929 värd att notera var The Funnies. Denna bilaga till dagstidningarna bestod av återutgivna seriestrippar och utgjorde i praktiken det första seriemagasinet i fyrfärg som publicerades i USA. The Funnies publicerades i tabloidformat. Den första serietidningen som kom i det idag vanliga magasinsformatet var Funnies on Parade, där man tog tabloidformatet ifrån dagstidningarnas söndagsdel och vek det på hälften. Denna publicerades 1933 av Harry Wildenberg och Max Gaines, anställda på Eastern Color Printing Company of New York, som en reklamutgåva, och dess stora popularitet resulterade i flera liknande utgåvor. Gaines distribuerade då extra utgåvor till tidningskiosker, med ett pris på 10 cent, och alla sålde slut. Detta ledde i sin tur till att Eastern Publishing i maj 1934 lät börja ge ut Famous Funnies. Denna den första periodiska seriepublikationen som såldes separat har sedermera fått epitetet "historiens första serietidning".
Serietidningarna i USA runt 1935 bestod både av originalmaterial och material från andra länder. Will Eisner arbetade med att stuva om utländskt material för att passa det amerikanska serietidningsformatet, och genom detta arbete har han ansetts ha skapat mycket av grammatiken för dagens serier – exempelvis jump cuts.
1938 publicerades första numret av Action Comics där Stålmannen dyker upp för första gången. Samma år publicerades den första Spirou-tidningen i Belgien; det var startskottet för denna form av veckomagasin där merparten av innehållet var franskt eller belgiskt. Under denna period etablerades mindre seriebutiker runt om i Storbritannien som ofta saluförde lokala serier.

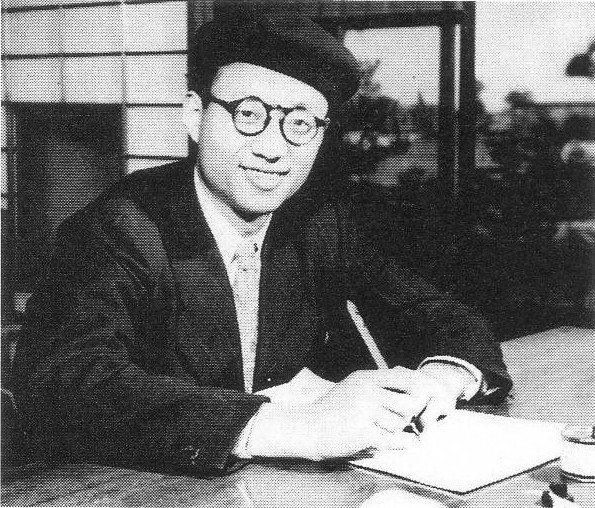
Osamu Tezuka var portalfigur för den japanska serieutvecklingen årtiondena efter andra världskriget.

Efter andra världskriget började manga i Japan att moderniseras. Förbudet att skapa icke-propagandistiska publikationer hävdes. Osamu Tezuka revitaliserade manga både till innehåll och form. Hans första bok kom 1947 och var en version av Skattkammarön, som han döpte till Shin Takarajima (japanska: 新宝島 'Nya Skattkammarön'?).
Under den senare hälften av 1900-talet har serier blivit ett fält för samlare, och från 1970-talet har publicister medvetet utvecklat serierna och skapat produkter för att appellera till dessa samlare. Termen för att samla serier är panelologi.
På grund av att det engelska begreppet comic är så starkt förknippat med något humoristiskt eller en form riktad till barn, har andra begrepp använts för att poängtera att mediet är för vuxna. Ett sådant begrepp är graphic novel (se serieroman) som blev populärt på 1970-talet men som myntades minst 20 år tidigare.

### 2000-talet
Den europeiska och nordamerikanska serievärlden upplevde under 2000-talet en "mangavåg", men en stor utgivning av japanska serier i lokal översättning, kompletterat med serier anpassade till japanskt format. Till stor del skedde utgivningen i japanskt originalformat, med läsriktning från höger till vänster. Mangavågen har efter finanskrisen 2008 kraftigt klingat av i mindre språkområden som den svenska, medan den fortsatt att prägla stora delar av serieutgivningen i bland annat Frankrike och USA.
En kraftigt växande trend under 2000-talet har varit webbserier. Möjligheten att publicera serier på internet har inneburit att tecknare och serieskapare inte länge är beroende av det tryckta mediets ekonomiska och praktiska hinder för att nå ut till sin publik. Bland de mer namnkunniga webbserierna märks xkcd (ofta dock en "enruting", det vill säga skämtteckning), Scandinavia and the World, och Achewood.
Parallellt har allt mindre fokus lagts på utgivning i serietidningar, där tidningsupplagorna fortsatt att minska. Även utgivningen i albumform har – åtminstone i Sverige – alltmer kommit att präglas av återutgivningar och utgivning i tjockare bokformat. I bland annat Sverige har allt fler kvinnliga serieskapare etablerat sig, och humor för vuxna har under det tidiga 2000-talet varit en stark trend.

## Regionala traditioner
Den tecknade serien har utvecklat egna traditioner i många olika länder runt världen. Dessa beskrivs i separata artiklar omkring de olika traditionerna. (se även länkar i navigationsrutan i botten av artikeln)

### Amerika
I Nord- och Sydamerika har USA (comic, comic strip, comic book) varit den viktigaste aktören, även om Brasilien (quadradinho), Argentina (historieta) och i viss mån Mexiko (historieta) också utvecklat en stor egen produktion.

### Asien
Den viktigaste serietraditionen i Asien är den japanska (manga), med rötter i mellankrigstiden och kraftigt expansiv under efterkrigstiden. Tecknade serier i Kina, Taiwan och Singapore (manhua) och Korea (manhwa) har tagit både namn och stora delar av stilen från den japanska traditionen. Dessutom har Filippinerna (komiks) och Thailand en stor egen produktion. Tecknade serier i Indien (chitrakatha) består oftast av tidningar eller häften med historier baserade i de indiska gudasagorna.

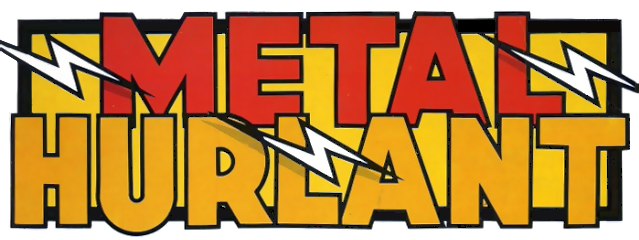
Métal Hurlant var en av de viktigaste och mest inflytelserika vuxenserietidningarna.

### Europa
I Europa har den franskspråkiga serieproduktionen i Frankrike och Belgien (bande dessinée, BD) länge varit den största. Den stora föregångaren var Hergés Tintin, och efter andra världskriget har tidningar som Spirou, Pilote, Métal Hurlant och À Suivre i tur och ordning stått för inspirationen. Dessutom har Italien (fumetto) och Spanien (tebeo, cómic) en lång serietradition. Brittiska serier har i stor mängd (med allt från Buster till Judge Dredd) exporterats till ett antal andra europeiska länder, bland annat Sverige och Tyskland.

## Acceptans och kulturstatus
Serieformen har under olika tider och i olika miljöer betraktats ur olika vinklar. När seriemediet utvecklades i USA:s dagspress under tidigt 1900-tal medverkade flera erkända bildkonstnärer, och målgruppen var i stor utsträckning vuxna läsare. Efter ljudfilmens genombrott på 1930-talet fortsatte utvecklingen av filmmediet, medan de nya serietidningarna till en början mestadels riktade in sig på äventyr och humor för barn och ungdomar. Detta påverkade också statusen för mediet, som i sin helhet sågs som ett medium för barn.
Under 1950- och 1960-talet producerades fler serier i tidningar och (så småningom) seriealbum för en äldre publik i bland annat USA, Italien och Frankrike, bland annat via EC Comics och underground. 1970- och 1980-talens europeiska vuxenserietidningar åtföljdes av en övergång till serier som litteratur i främst Frankrike. Seriefestivaler, utmärkelse och serieskolor utvecklades i många europeiska länder parallellt med att seriealbum allt oftare syntes på bibliotek, serieoriginal på utställningar och serierecensioner på dagstidningarnas kultursidor. Stöd till serieutgivning bekräftade mediets roll som en viktig litteraturform.

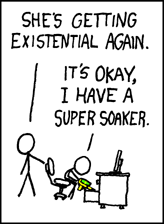
Utdrag ur webbserien xkcd.

Samtidigt som seriemediet på många håll erövrat en plats i kulturlivet, har läsandet minskat eller utsatts för ökad konkurrens från andra medier och sysselsättningar. Datorspel och Internet har förändrat många både unga och vuxna serieläsares vardag i grunden, och upplagorna för serietidningar är i många länder kraftigt sjunkande. Seriemediets karaktär av massmedium vacklar på många mindre seriemarknader, och även länder som Frankrike och Japan har upplevt minskande upplagor. En stor del av serieläsningen sker numera via Internet.

### "Den nionde konstformen"
Den tecknade serien anses ofta – särskilt i franskspråkiga miljöer – som "nummer nio" bland konstformerna. Uttrycket syftar på uppfattningen att det fanns ett antal klassiska, etablerade former av (bild)konst (arkitektur, skulptur, måleri med mera), då det kring sekelskiftet 1900 och därefter tillkom ett antal "nya". Nykomlingarna jämfördes då med de klassiska konstformerna, och försök gjordes att fortsätta den tidigare numreringen av konsterna.
Även om sekventiellt bildberättande har funnits sedan förhistorisk tid, har serien som ett i egentlig mening eget medium uppstått först med tryckteknikens utveckling i slutet av 1800-talet. Därför brukar man anse att seriekonsten tar fart först från åren kring 1900 och framåt.
Uttrycket "den nionde konstformen" infördes mellan 1964 och 1967 i en artikelserie av Morris och Pierre Vankeer i tidningen Spirou. Det var då sannolikt inspirerat av en serie artiklar av filmteoretikern Claude Beylie, som i tidningen Lettres et Médecins, supplément littéraire de La Vie médicale 1964 skrev en artikel om "den nionde konstformens" förtjänster. Begreppet populariserades 1971 även av den franske litteraturvetaren Francis Lacassin i hans essä "Pour un neuvième art: La bande dessinée" ('För en nionde konst: Den tecknade serien').

## Utbildning och forskning
Utbildning i serieteori och serieskapande blev vanligare först under senare delen av 1900-talet, till viss del som följd av 1960- och 1970-talens manifestationer omkring och förnyelse inom seriemediet. I länder som USA, Belgien (sedan 1965), Frankrike och Italien etablerades särskilda "serieskolor", med kurser eller hela utbildningar i serieskapande eller seriekunskap. Bland involverade lärare och serieskapare fanns då namn som Joe Kubert och Will Eisner (USA). Redan på 1950- och 1960-talen bedrevs dock undervisning på högskolenivå i ämnet i Argentina och Brasilien.
I Sverige etablerades undervisning i ämnet ännu senare. 1992 startades Serietecknarskolan i Hofors, på initiativ från Hofors; sedan 2007 är utbildningen belägen i Gävle, som del av Högskolan i Gävle. Serieskolan i Malmö (vid starten benämnd "Serietecknarskolan") startades 1999 som en ettårig konstutbildning med inriktning på tecknade serier. Utbildningen är nu tvåårig och bedrivs inom ramen för Kvarnby Folkhögskola. Sedan 2010 huserar Serieskolan i lokaler i Kulturhuset Mazetti (Seriecenter). Serietecknarutbildningen vid Skarpnäcks folkhögskola är en ett år lång utbildning som har drivits sedan 2016. Enstaka kurser i serieteori förekommer även på exempelvis Göteborgs universitet.
Forskningen om tecknade serier har tagit fart på senare år, med början i de större "serieländerna". Italienaren Umberto Eco har skrivit om serier och tecken, och i Frankrike etablerades under 1980-talet en vetenskaplig litteratur i ämnet med författare som Bruno Lecigne och Thierry Groensteen. I USA har tidskriften Mechademia sedan 2006 samlat akademiska texter om manga och anime.
Den första svenska akademiska avhandlingen om manga  – Ylva Sommerlands Tecknad tomboy – lades fram 2012 vid Göteborgs universitet
The Nordic Network for Comics Research, NNCORE, grundades 2011. Den finansierades de två första åren av det danska rådet för fristående forskning och samlar forskare från alla nordiska länder plus Estland.